# Rivera Galeana
Rivera Galeana är en ort i Mexiko.   Den ligger i kommunen San Andrés Duraznal och delstaten Chiapas, i den sydöstra delen av landet, 700 km öster om huvudstaden Mexico City. Rivera Galeana ligger 1 118 meter över havet och antalet invånare är 786.
Terrängen runt Rivera Galeana är varierad. Runt Rivera Galeana är det ganska tätbefolkat, med 86 invånare per kvadratkilometer. Närmaste större samhälle är Simojovel de Allende, 7,4 km öster om Rivera Galeana. I omgivningarna runt Rivera Galeana växer i huvudsak städsegrön lövskog.